# Секейра, Домингуш Антониу де

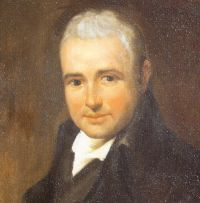
Домингуш де Секейра, Автопортрет

Доми́нгуш Анто́ниу де Секе́йра, (полное имя порт. Domingos António do Espírito Santo, * 10 марта 1768 г. Санта-Мария-ди-Белен, ныне Лиссабон, † 7 марта 1837 г. Рим) — португальский художник и график, представитель классицизма в живописи. Один из крупнейших художников в португальской национальной культуре.

## Жизнь и творчество
Родился в бедной семье. Рисованием увлёкся уже в детстве, рано стал посещать художественную школу. В 1782 году берёт как артистический псевдоним фамилию «де Секейра». В 1788 году приезжает в Рим, где продолжает своё образование, и в 1793 году становится преподавателем в римской Академии Святого Луки. В 1795 году художник возвращается в Португалию, и затем три года проводит в монастыре, так как страдал от депрессии. В 1802 году назначается первым придворным художником короля Жуана VI, которого часто рисует. В 1823 году де Секейра, поддерживавший революционные идеи своего времени, вынужден эмигрировать в Париж. В 1826 году он перебирается в Рим. Тяжело заболев, в 1832 году художник вынужден оставить занятие живописью.
Домингуш де Секейра известен в первую очередь как мастер портрета. Писал также картины на исторические темы, церковную и батальную живопись. Ряд его полотен на религиозную тематику («Вознесение Христа», «Поклонение волхвов», «Страшный суд» были приобретены для своего собрания герцогом де Палмела. Другие можно увидеть в Национальном художественном музее Лиссабона. Одна из картин де Секейра была подарена герцогу Веллингтону в признание его заслуг перед Португалией в годы борьбы с Наполеоном.

## Дополнения
- Секейра, Домингуш Антониу де в Немецкой национальной библиотеке.

## Галерея

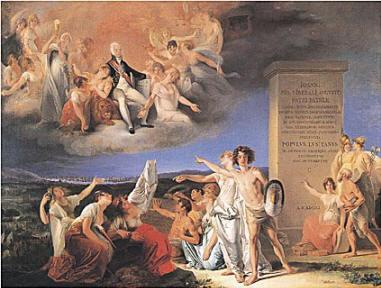
«Аллегория Добродетели в образе короля Жуана VI» (ок. 1800)
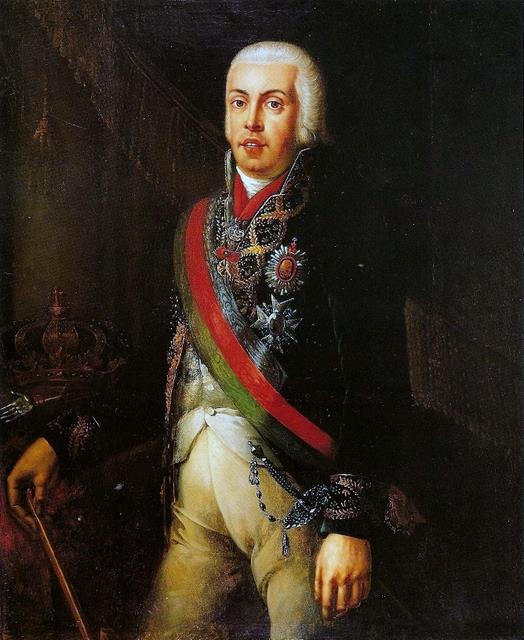
Портрет короля Жуана VI
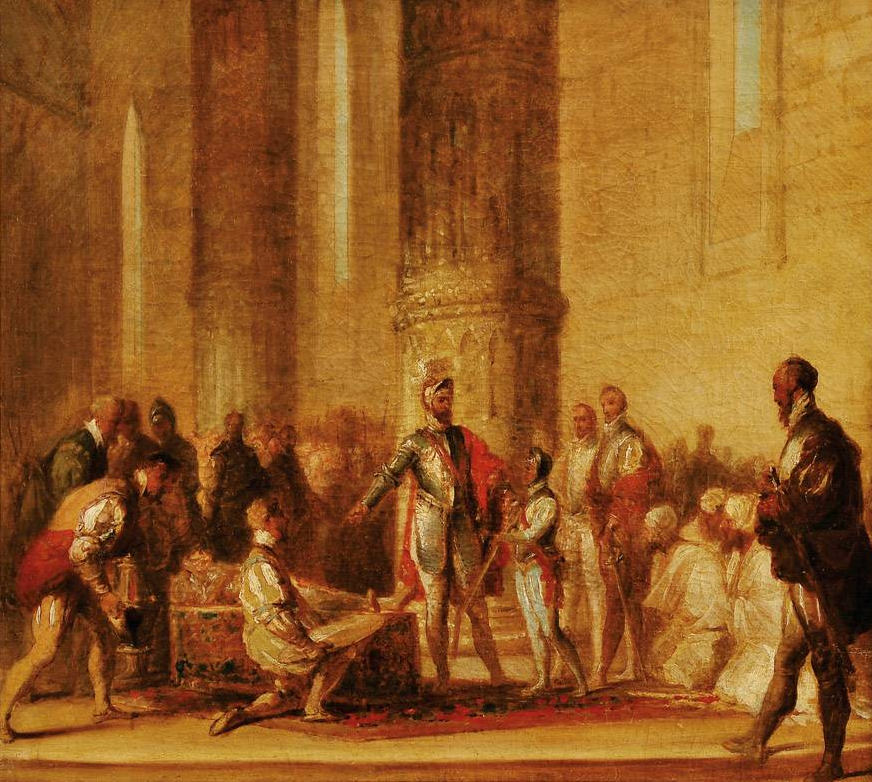
«Король Альфонсо возводит в рыцари принца Жуана в мечети города Арзила после его взятия португальцами»
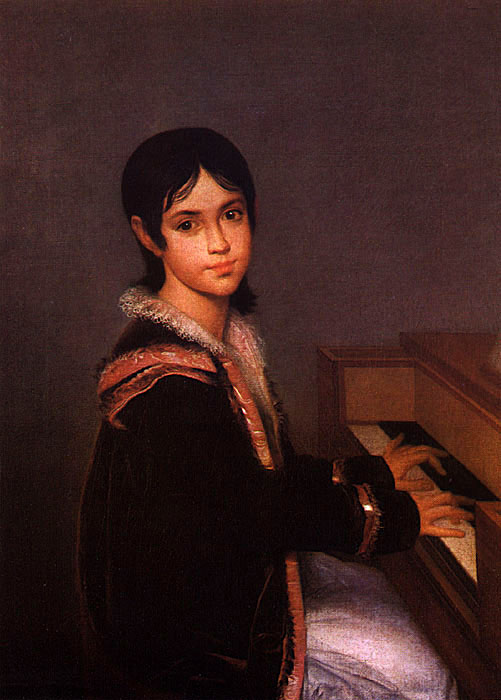
Портрет Марианы Бенедиты Секейра
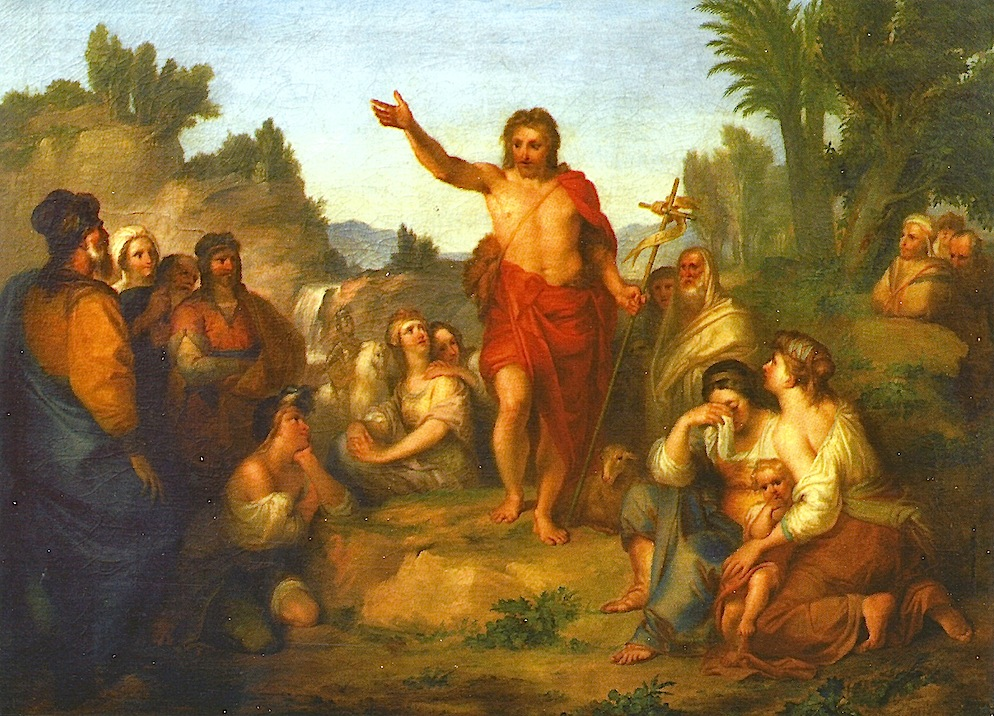
«Проповедь Иоанна Крестителя» (1793)
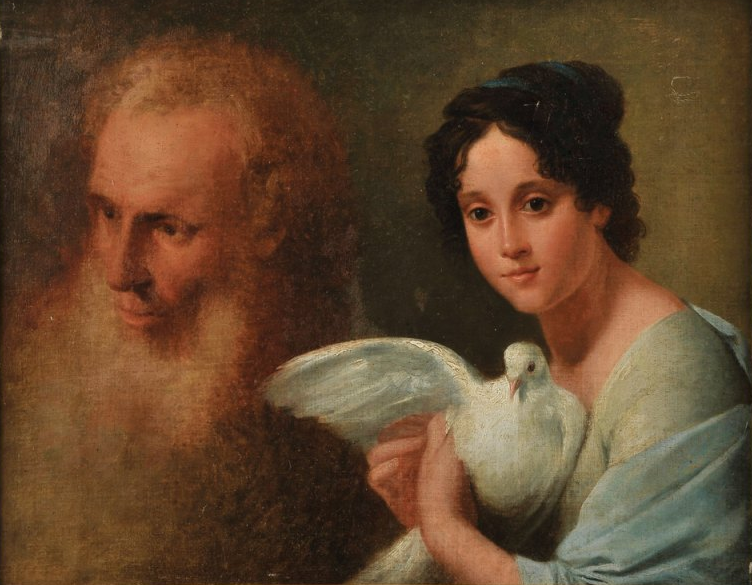
«Женщина с голубем и старик»